# مهاجران (بهار)
مُهاجران (ماران) یکی از شهرهای استان همدان و در سمت شرقی بخش لالجین از توابع شهرستان بهار واقع شده است. جمعیت طبق سرشماری سال(۱۴۰۰) ۸ هزار و ۵۰۰ نفر شامل ۲۷۰۰ خانوار ساکنند. از این تعداد ۴۳۷۵ تن را مردان و ۴۱۲۵ تن را زنان تشکیل می‌دهند. مسجد جامع، تپه و پل مهاجران معروف به پل خانم از آثار تاریخی این شهر به‌شمار می‌رود که قدمتی ۴۰۰ ساله دارد. اهالی مهاجران مذهب شیعه‌اند و به زبان ترکی آذربایجانی تکلم می‌کنند. کسب عمده اهالی این منطقه از خرید فروش خیارشور کاشت هندوانه خیار و غیره در سطح مهاجران و شهرهای دیگر.

## مشاهیر
حاج شیخ محمدباقر زاهدی مهاجرانی از علمای اعلام و از شاگردان مرحوم آیت‌الله حائری یزدی و از مجتهدین هم دوره امام خمینی ره بوده که عمری را در خدمت به اسلام و مردم گذراند و فرزندش حاج شیخ جعفر زاهدی مهاجرانی نیز از مجتهدین و اساتید حوزه علمیه قم که از شدت علاقه به زادگاهش بنا بر وصیت در مهاجران مدفون گردید.
شیخ محمود زنجانی (متین) یکی از علمای بزرگ که در سال ۱۳۰۱ پس از کسب علم از محضر علمای نجف وارد مهاجران شد و سی‌سال مردم این منطقه از وجود وی بهره بردند. ایشان در سال ۱۳۳۲ فوت کرد و در شهر مقدس قم به خاک سپرده شد.
محمد میرزایی فرشاد که اصالتأ مهاجرانی و ساکن همدان در سال ۱۳۸۸ توانست قهرمان پرتاب وزنه در کشور شود و به مسابقات آسیایی راه پیدا کند.
همچنین شهر مهاجران از حیث شهدای جنگ تحمیلی و هشت سال دفاع مقدس با توجه به جمعیت ساکن در آن، جزء پیشتازان کشور در این عرصه می‌باشد بطوری که علاوه بر شهدایی که در این شهر آرمیده‌اند، تعداد بسیار زیادی از عزیزان خود را در شهر همدان و شهرهای اطراف مدفون دارد که تعداد آنها مجموعاً چیزی بالغ بر هفتاد نفر گزارش شده است.

## آثار باستانی
.

پل قدیمی مهاجران با بیش از ۴۰۰ سال قدمت (خانم کورپوسی)

مراسم بیراَلّی‌دوش (سینه‌زنی‌ تک‌دست)
در میان آثار فرهنگی و تاریخی این شهر، سینه‌زنی خاص مهاجران در ایام سوگواری ماه محرم ویژگی‌ خاصی دارد که در هیچ نقطه‌ی کشور دیده نشده است و این خود یک میراث فرهنگی با ارزش است.
سبک سینه‌زنی اهالی این شهر به صورت دسته‌های گرد و حلقه‌ای‌شکل است که نفرات با گرفتن شال کمر یا کمربند یکدیگر این زنجیره را ایجاد می‌کنند. در هر حلقه یک مداح و یک دسته‌باشی یا همان سردسته وجود دارد. روش سینه‌زنی به صورت چند ضرب سریع و خم شدن و برخاستن فرد و به سینه‌زدن است که با شروع مداحی قطعه‌بعدی، حلقه از سینه‌زنی بازمی‌ایستد و منتظر فرمان مجدد دسته‌باشی میماند.
https://www.aparat.com/v/r8aR4
شکل اجرایی این نوع سینه‌زنی مشابهت زیادی به اجرای یک تعزیه دارد و نوع جملات مداح و سردسته که با هم رد و بدل می‌کنند، شکلی از رزم و رجزخوانی را به نمایش می‌گذارد. 

## فراورده‌های کشاورزی و باغی
مهم‌ترین فراورده‌های کشاورزی و باغی مهاجران عبارتند از: جو، خربزه، خیار، سیب زمینی، پیاز، گوجه‌فرنگی، هندوانه، هویج، یونجه، اسپرس، باقلا، ذرت علوفه‌ای و خوشه‌ای، سبزیجات، شبدر و گندم والبته خیارشورمی‌باشد.

## امکانات
آب لوله‌کشی- برق- گاز لوله‌کشی -خانهٔ بهداشت - بهداشت‌یار و به‌ورز - بهیار و مامای روستایی - پزشک و دندانپزشک - داروخانه - دامپزشک و تکنسین دامپزشکی -
دسترسی عمومی به اینترنت - کتابخانهٔ عمومی - مکان ورزشی - دبستان - مدرسهٔ راهنمایی پسرانه - مدرسهٔ راهنمایی دخترانه - مدرسهٔ راهنمایی مختلط - دبیرستان پسرانه - دبیرستان دخترانه - دفتر پست - دفتر مخابرات - بانک کشاورزی - پست بانک - شرکت تعاونی روستایی - حمام عمومی - مسجد - تعمیرگاه ماشینهای کشاورزی - فروشگاه لوازم یدکی ماشینهای کشاورزی - تراکتور - کمباین - چاه آب - چشمهٔ دائمی یا فصلی - قنات.
یکی از ارکانهای پخش شن وماسه استان همدان دارای منابع سنگ گرانیتی و سنگ‌های تزیینی ساختمان. از نظر کشاورزی دارای تولیدات بسیار غنی می‌باشد که محصولات آن به استان همدان پخش می‌شود.
در سال ۱۴۰۰ با تلاش‌های صورت گرفته از سوی شورای شهر مهاجران اداره ورزش و جوانان شهری استان همدان در شهر مهاجران فعال شد تا تفریح‌گاه جوانان و پرورش‌گاه قهرمانان و همچنین جذب استعداد بصورت دقیق صورت گیرد.